# Петтиджон, Джейд
Джейд Петтиджон (англ. Jade Pettyjohn; род. 8 ноября 2000, Лос-Анджелес, штат Калифорния, США) — американская актриса. Наиболее известна ролью Маккенны Брукс в телесериале «Звёздный путь Маккенны», ролью Саммер в телесериале «Школа рока» и ролью Грейс Салливан в криминальном телесериале «Бескрайнее небо».

## Биография и карьера
Джейд родилась 8 ноября 2000 года в Лос-Анджелесе, штат Калифорния, США. До начала карьеры на телевидении выступала в местной детской танцевально-песенной труппе. Играла в таких телесериалах, как «Революция», «Мыслить как преступник: Поведение подозреваемого» и «Гримм». В январе 2017 на экраны вышел оригинальный телевизионный фильм канала Nickelodeon «Руфус 2», где Джейд сыграла одну из главных ролей.
В 2018 году получила роль Шелби в криминальной драме «Время возмездия». В 2019 году снялась в американо-британском политическом триллере «Опасная роль Джин Сиберг» в роли Дженни Ковальски.
В 2020 году сыграла одну из главных ролей, Грейс Салливан, в криминальном телесериале «Бескрайнее небо».

## Фильмография
| Год       |     | Русское название                                 | Оригинальное название                          | Роль                                  |
| --------- | --- | ------------------------------------------------ | ---------------------------------------------- | ------------------------------------- |
| 2008      | с   | Менталист                                        | The Mentalist                                  | Джули Сэндс                           |
| 2010      | с   | Такая разная Тара                                | United States of Tara                          | Камми                                 |
| 2011      | с   | Мыслить как преступник: Поведение подозреваемого | Criminal Minds: Suspect Behavior               | Саманта Веллер                        |
| 2012      | тф  | Звёздный путь МакКенны                           | An American Girl: McKenna Shoots for the Stars | МакКенна Брукс                        |
| 2012      | с   | Гримм                                            | Grimm                                          | Эйприл Грейнжер                       |
| 2012—2013 | с   | Революция                                        | Revolution                                     | Чарли Мэтисон в 11 лет / юная Саманта |
| 2014      | ф   | Лето Дакоты                                      | Dakota’s Summer                                | Саммер Дженнингс                      |
| 2014      | тф  | Всё, что я хочу на Рождество                     | All I Want for Christmas                       | Меган Фарли                           |
| 2014      | с   | Последний корабль                                | The Last Ship                                  | Ава Тофет                             |
| 2014—2015 | с   | Опасный Генри                                    | Henry Danger                                   | Хлоя Хартман                          |
| 2015      | ф   | Шангри-Ла Сьют                                   | Shangri-La Suite                               | юная Карен                            |
| 2015      | ф   | Девчачьи проблемы                                | Girl Flu.                                      | Робин / Птичка                        |
| 2016      | с   | Школа рока                                       | School of Rock                                 | Саммер                                |
| 2016      | с   | Настоящий гений                                  | Pure Genius                                    | Мэдлин Соренсон                       |
| 2017      | тф  | Руфус 2                                          | Rufus 2                                        | Кэт                                   |
| 2017      | кор | Чёрная железа                                    | The Black Ghiandola                            | Бри Алонсо                            |
| 2017      | с   | Никки, Рикки, Дикки и Дон                        | Nicky, Ricky, Dicky & Dawn                     | Роуз Диркен                           |
| 2018      | ф   | Время возмездия                                  | Destroyer                                      | Шелби                                 |
| 2018      | ф   | Испытание огнём                                  | Trial by Fire                                  | Джули Гилберт                         |
| 2019      | ф   | Опасная роль Джин Сиберг                         | Seberg                                         | Дженни Ковальски                      |
| 2019      | тф  | Дедвуд                                           | Deadwood: The Movie                            | Кэролайн Вулгарден                    |
| 2019      | с   | Праведные Джемстоуны                             | The Righteous Gemstones                        | Дот Нэнси                             |
| 2019      | мс  | Магнаты средней школы                            | Middle School Moguls                           | Селеста                               |
| 2020      | с   | И повсюду тлеют пожары                           | Little Fires Everywhere                        | Лекси Ричардсон                       |
| 2020—2021 | с   | Бескрайнее небо                                  | Big Sky                                        | Грейс Салливан                        |
| 2022      | с   | Страна пожаров                                   | Fire Country                                   | Райли Леон                            |
| 2024      | ф   | Все мои друзья мертвы                            | #AMFAD All My Friends Are Dead                 | Сара                                  |
| 2024      | с   | Монстры: История Лайла и Эрика Менендес          | Monsters: The Lyle and Erik Menendez Story     | Джейми Писарчик                       |